# Podocominae
Podocominae, podtribus glavočika,  dio tribusa Astereae. Postoje tri roda; tipičan je Podocoma sa sedam vrtsta iz Južne Amerike.

## Rodovi
1. Camptacra N.T.Burb.
2. Dichromochlamys Dunlop
3. Dimorphocoma F.Muell. & Tate
4. Elachanthus F.Muell.
5. Exostigma (Griseb.) G.Sancho
6. Inulopsis (DC.) O.Hoffmann in Engler & Prantl
7. Iotasperma G.L.Nesom
8. Isoetopsis Turcz.
9. Ixiochlamys F.Muell. & Sond.
10. Kippistia F.Muell.
11. Laennecia Cass.
12. Microgyne Less.
13. Minuria DC.
14. Peripleura (N.T.Burb.) G.L.Nesom
15. Podocoma Cass.
16. Sommerfeltia Less.
17. Tetramolopium Nees
18. Vittadinia A.Rich.

|  | Zajednički poslužitelj ima još gradiva o temi Podocominae |
|  | Wikivrste imaju podatke o taksonu Podocominae             |